# Матковский, Владимир Исаакович
Владимир Исаакович Матковский (28 декабря 1897 [10 января 1898], Тбилиси — 26 октября 1979, Москва) — российский и советский виолончелист, Заслуженный артист РСФСР (1951).

## Биография
Владимир Матковский родился в семье музыканта, преподавателя Тифлисского музыкального училища и с 1924 - профессора Тбилисской Консерватории Исаака Марковича Матковского.  Игре на виолончели учился у Н. И. Потапова. В 1922 году окончил Московскую консерваторию по классу виолончели у Альфреда Глена. С 1919 года — первый помощник концертмейстера группы виолончелей, в 1922—1953 годы — солист оркестра Большого театра в Москве.
Совмещал работу в оркестре с концертной деятельностью, выступал в сольных и симфонических концертах. Был мастером кантилены.
Награждён орденом «Знак Почёта» (02.06.1937 — за выдающиеся заслуги в деле развития оперного и балетного искусства) и Почётной грамотой Президиума Верховного Совета РСФСР (25.05.1976).